# Suavemente (Soolking)
Suavemente è un singolo del cantante algerino Soolking, pubblicato il 23 febbraio 2022.

## Video musicale
Il video musicale è stato reso disponibile il 23 febbraio 2022. È stata realizzata anche una versione con la collaborazione del rapper italiano Boro. Il brano contiene un campionamento della canzone Suavemente di Elvis Crespo.

## Tracce
Testi e musiche di Soolking.
1. Suavemente – 2:39

## Formazione
- Soolking – voce
- Voluptyk – produzione

## Classifiche
| Classifica (2022) | Posizione massima |
| ----------------- | ----------------- |
| Belgio (Fiandre)  | 22                |
| Belgio (Vallonia) | 5                 |
| Francia           | 1                 |
| Italia            | 17                |
| Paesi Bassi       | 125               |
| Svizzera          | 6                 |